# Titouan Castryck
Titouan Castryck (Saint-Malo, 28 de agosto de 2004) es un deportista francés que compite en piragüismo en la modalidad de eslalon.
Participó en los Juegos Olímpicos de París 2024, obteniendo una medalla de plata en la prueba de K1 individual.
Ganó dos medallas en el Campeonato Mundial de Piragüismo en Eslalon, en los años 2022 y 2023, y tres medallas en el Campeonato Europeo de Piragüismo en Eslalon, en los años 2024 y 2025.
En los Juegos Europeos de Cracovia 2023 consiguió una medalla de bronce en la prueba de K1 por equipos.

## Palmarés internacional
| Juegos Olímpicos   | Juegos Olímpicos           | Juegos Olímpicos  | Juegos Olímpicos |
| Año                | Lugar                      | Medalla           | Competición      |
| ------------------ | -------------------------- | ----------------- | ---------------- |
| 2024               | París (Francia)            | Medalla de plata  | K1 individual    |
| Campeonato Mundial |                            |                   |                  |
| Año                | Lugar                      | Medalla           | Competición      |
| 2022               | Augsburgo (Alemania)       | Medalla de bronce | K1 por equipos   |
| 2023               | Londres (Reino Unido)      | Medalla de plata  | K1 por equipos   |
| Juegos Europeos    |                            |                   |                  |
| Año                | Lugar                      | Medalla           | Competición      |
| 2023               | Cracovia (Polonia)         | Medalla de bronce | K1 por equipos   |
| Campeonato Europeo |                            |                   |                  |
| Año                | Lugar                      | Medalla           | Competición      |
| 2024               | Tacen (Eslovenia)          | Medalla de bronce | K1 por equipos   |
| 2025               | Vaires-sur-Marne (Francia) | Medalla de plata  | K1 individual    |
| 2025               | Vaires-sur-Marne (Francia) | Medalla de plata  | K1 por equipos   |